# Ronde van Loosdrecht
De Ronde van Loosdrecht is een schaatswedstrijd en behoort tot de veertien natuurijsklassiekers die in Nederland op natuurijs worden gereden. De wedstrijd wordt onregelmatig (afhankelijk van de ijssituatie) gehouden op de Loosdrechtse Plassen. Start en finish zijn bij jachthaven van de Koninklijke Watersportvereniging Loosdrecht in Oud-Loosdrecht.
Er zijn tot en met 11 januari 2010 in totaal 11 edities van de Ronde van Loosdrecht georganiseerd. De eerste editie  vond plaats op 1 februari 1947, waarmee de wedstrijd een van de oudste natuurijsklassiekers van Nederland is. De Ronde van Loosdrecht was tevens de eerste marathon die als rondenwedstrijd werd georganiseerd; 120 kilometer over meren, die ontstaan zijn door veenafgravingen aan het einde van de negentiende eeuw. De editie van 18 januari 1979 was tevens de eerste editie van de Nederlandse kampioenschappen marathonschaatsen op natuurijs.

## Route
Start en finish zijn bij de jachthaven van de Koninklijke Watersportvereniging Loosdrecht in Oud-Loosdrecht. Er wordt 120 kilometer gereden op een ronde van 12 kilometer, die op verschillende manieren kan worden uitgezet. Dit is afhankelijk van de ijssituatie, maar in grote lijnen volgt men de oevers van het meer. Op de grote open vlakte kunnen de rijders vanaf de finish lang gevolgd worden door het publiek, waardoor men de wedstrijd goed kan volgen. In 2010 werd de klassieker op de kleinere Vuntus verreden omdat door sneeuwval het ijs op de Plassen niet voldoende aangegroeid was. De Vuntus ligt net aan de noordkant van Oud-Loosdrecht. Er werden bij de heren 24 rondes gereden over een traject van ruim 4 km (100 km). De dames reden 60 km.

## Historie
De eerste editie in 1947 werd gewonnen door Hein Vermeulen. In 1950 en 1954 was de bekende langebaanschaatser Anton Verhoeven de sterkste. In de historie van de Ronde van Loosdrecht was Arcangelo Damo in 1963 de enige Loosdrechter die de wedstrijd won. De zoon van een Italiaanse immigrant klopte toen de latere schaatscoach Leen Pfrommer. Jeen van den Berg en Tinus Roozendaal wonnen vervolgens in 1964 en 1970. 
In 1979 kreeg IJsclub de Loosdrechtse Plassen - IJLP  het eerste Nederlandse kampioenschappen marathonschaatsen op natuurijs over 100 kilometer toegewezen. Het kampioenschap ging in de strenge winter van 1979 naar Loosdrecht, omdat bestuurslid Dirk Kroon als eigenaar van horeca-etablissement Dunne Dirk tien jaar eerder al het voorstel had gedaan een dergelijk kampioenschap in te stellen. Het zou tot januari 1979 duren voor dat er voldoende ijs lag. Het kampioenschap werd gewonnen door Henk Portengen in 3 uur, 4 minuten en 5 seconden voor Dries van Wijhe en Johan Wardenier.
De 8e editie van de ronde, gehouden op 22 januari 1987, weer over de vertrouwde 120 kilometer, werd gewonnen door Edward Hagen voor Jos Pronk en Andy van der Pauw. Op 11 februari 1991 was Edward Hagen opnieuw winnaar, vóór René Ruitenberg en Erik Hulzebosch. Sneeuw en ijs maakten er een loodzware wedstrijd van. Hagen reed de 120 kilometer in 3.44.16. Simone van der Heide was na 45 kilometer de snelste vrouw, vóór Janneke Dickhout en Lenie van der Hoorn. De voorlaatste editie van de klassieker werd georganiseerd op 2 februari 1996. Jan Eise Kromkamp was de winnaar vóór Edward Hagen en Hotze Zandstra. Kromkamp reed de 120 kilometer in 3 uur en 37 minuten. Bij de vrouwen won Gretha Smit de 60 kilometer in 2 uur en 2 minuten.

### Editie seizoen 2009-2010
De 11e editie van de Ronde van Loosdrecht op 11 januari 2010 was de eerste natuurijsklassieker van het winterseizoen 2009/2010 en de eerste in de 21e eeuw. Ralf Zwitser uit Haarlem soleerde naar de winst. Hij had een minuut voorsprong op een groep van vier achtervolgers, van wie Pieter Jan van Eck de sprint won. Rob Busser arriveerde als derde. De 28-jarige Haarlemmer ontsnapte 20 kilometer voor de finish uit de kopgroep, die de wedstrijd over 100 kilometer kleur gaf. De vijf man waren al na 40 kilometer uit het peloton weggeschaatst. Arjen Becker en Martijn van Es completeerden het kwintet.
Carla Zielman, de regerend nationaal kampioene op natuurijs, was bij de vrouwen de snelste. Ruim zestig vrouwen vertrokken om 9.00 uur voor de wedstrijd over 60 kilometer, uiteindelijk zouden maar 27 rijdsters op het slechte ijs de finish halen. Carla Zielman, de 24-jarige boerendochter uit Steenwijkerwold kwam twee keer ten val maar achterhaalde in de slotronde een kopgroep van zeven en spurtte vervolgens door naar de zege. Mariska Huisman kwam als tweede over de meet, Jolanda Langeland werd derde.

## Uitslagen
|    | Jaar | Datum       | Wedstrijd                | Mannen  | Mannen            | Mannen     | Mannen  | Vrouwen  | Vrouwen               | Vrouwen         | Vrouwen |
| Km | Jaar | Datum       | Wedstrijd                | Winnaar | Woonplaats        | Tijd       | Km      | Winnares | Woonplaats            | Tijd            |         |
| -- | ---- | ----------- | ------------------------ | ------- | ----------------- | ---------- | ------- | -------- | --------------------- | --------------- | ------- |
| 1  | 1947 | 1 februari  | 1e Ronde van Loosdrecht  | 120     | Hein Vermeulen    |            | 4:57.33 |          | Debora van der Hoorn  |                 |         |
| 2  | 1950 | 30 december | 2e Ronde van Loosdrecht  | 120     | Anton Verhoeven   | Dussen     | 4:56.31 |          |                       |                 |         |
| 3  | 1954 | 6 februari  | 3e Ronde van Loosdrecht  | 120     | Anton Verhoeven   | Dussen     | 4:49.33 |          | Ietje Louwen          |                 | 2:42.00 |
| 4  | 1963 | 17 januari  | 4e Ronde van Loosdrecht  | 120     | Arcangelo Damo    | Loosdrecht | 4:52.15 |          | Ietje Pfrommer-Louwen |                 | 2:39.08 |
| 5  | 1964 | 21 januari  | 5e Ronde van Loosdrecht  | 125     | Jeen van den Berg |            | 4:28.53 |          |                       |                 |         |
| 6  | 1970 | 7 januari   | 6e Ronde van Loosdrecht  | 120     | Tinus Roozendaal  |            | 4:04.15 |          | H. van Rijn           |                 |         |
| 7  | 1979 | 18 januari  | Nederlands kampioenschap | 100     | Henk Portengen    |            | 3:04.15 |          |                       |                 |         |
| 8  | 1987 | 22 januari  | 7e Ronde van Loosdrecht  | 120     | Edward Hagen      |            |         |          |                       |                 |         |
| 9  | 1991 | 11 februari | 8e Ronde van Loosdrecht  | 120     | Edward Hagen      |            | 3:44.16 | 45       | Simone van der Heide  |                 | 1:53.27 |
| 10 | 1996 | 2 februari  | 9e Ronde van Loosdrecht  | 120     | Jan Eise Kromkamp |            | 3:37.00 | 60       | Gretha Smit           |                 | 2:02.00 |
| 11 | 2010 | 11 januari  | 10e Ronde van Loosdrecht | 100     | Ralf Zwitser      | Haarlem    | 2:51.23 | 60       | Carla Zielman         | Steenwijkerwold | 1:58.15 |